# Бухгольц, Хелен
Шарло́тта Хеле́на Ге́йгер-Бухгольц (Charlotte Helena Geiger-Buchholtz; 24 ноября 1877, Эш-сюр-Альзетт, Люксембург — 22 октября 1953, Люксембург, Люксембург) — люксембургский композитор.

## Биография
Бухгольц родилась 24 ноября 1877 года в городе Эш-сюр-Альзетт в знаменитой семье Бухгольцев-Эттингеров. Её отец был владельцем хозяйственного магазина и основателем пивоваренного завода Бухгольц. Она начала изучать музыку с раннего возраста. После окончания начальной школы посещала школу-интернат для девочек в Лонгви.
2 апреля 1914 года она вышла замуж за немецкого доктора Бернхарда Гейгера и пара переехала в Висбаден, где они провели семь лет.
После смерти мужа в 1921 году она вернулась в Люксембург, где до конца жизни, сочиняя и исполняя музыку, жила в столице на бульваре Пауля Эйшена. На протяжении многих лет сотрудничала с различными музыкантами и писателями, такими как Батти Вебер, Вилли Горген (поэт), Густав Кант (композитор), Жан-Пьер Байхт (хормейстер и органист в соборе города Люксембург), Фернанд Мертенс (военный дирижёр), а также Крейны Феликсы — старший и младший.
Композиторское наследие Хелен Бухгольц насчитывает около 140 работ, в том числе 53 песни, 19 хоровых произведений, 14 сонат, 38 танцевальных и характеристических пьес, 8 произведений для симфонического оркестра и 6 работ для духового оркестра.